# Ган-Баррел-Сіті (Техас)
Ган-Баррел-Сіті (англ. Gun Barrel City) — місто (англ. city) в США, в окрузі Гендерсон штату Техас. Населення — 6190 осіб (2020).

## Географія
Ган-Баррел-Сіті розташований за координатами 32°19′42″ пн. ш. 96°7′54″ зх. д. / 32.32833° пн. ш. 96.13167° зх. д. (32.328248, -96.131762).  За даними Бюро перепису населення США в 2010 році місто мало площу 17,16 км², з яких 16,20 км² — суходіл та 0,96 км² — водойми.

## Демографія
Згідно з переписом 2010 року, у місті мешкали 5672 особи в 2312 домогосподарствах у складі 1515 родин. Густота населення становила 331 особа/км².  Було 2990 помешкань (174/км²).
Расовий склад населення:
| - 93,4 % — білих - 0,9 % — чорних або афроамериканців - 0,7 % — азіатів - 0,6 % — корінних американців - 0,1 % — вихідців з тихоокеанських островів - 2,5 % — осіб інших рас |

До двох чи більше рас належало 1,9 %. Частка іспаномовних становила 6,8 % від усіх жителів.
За віковим діапазоном населення розподілялося таким чином: 22,4 % — особи молодші 18 років, 57,2 % — особи у віці 18—64 років, 20,4 % — особи у віці 65 років та старші. Медіана віку мешканця становила 44,2 року. На 100 осіб жіночої статі у місті припадало 95,0 чоловіків;  на 100 жінок у віці від 18 років та старших — 94,2 чоловіків також старших 18 років.
Середній дохід на одне домашнє господарство  становив 52 829 доларів США (медіана — 36 939), а середній дохід на одну сім'ю — 59 185 доларів (медіана — 44 000). Медіана доходів становила 50 259 доларів для чоловіків та 27 759 доларів для жінок. За межею бідності перебувало 23,5 % осіб, у тому числі 34,0 % дітей у віці до 18 років та 11,9 % осіб у віці 65 років та старших.
Цивільне працевлаштоване населення становило 1958 осіб. Основні галузі зайнятості: роздрібна торгівля — 18,8 %, освіта, охорона здоров'я та соціальна допомога — 16,2 %, мистецтво, розваги та відпочинок — 10,3 %, виробництво — 10,0 %.